# 基科利
50°49′19″N 32°15′33″E / 50.82194°N 32.25917°E
基科利（烏克蘭語：Киколи），是烏克蘭北部的村莊，隸屬切爾尼希夫州的普里盧基區。該村分別距離哈恩基0.5公里和喬爾內2公里，始建於1600年，面積0.3平方公里，海拔高度135米，2001年人口24。